# وزارة الطوارئ وإدارة الكوارث (سوريا)
وزارة الطوارئ وإدارة الكوارث هي وزارة مستحدثة تابعة لحكومة سوريا، تأسست في 29 مارس 2025، بهدف مواجهة في حالات طارئة في سوريا الوزير الاول للوزارة هو رائد الصالح، الذي كان مدير لمنظمة الخوذ البيضاء، وهي منظمة تطوعية عملت كقوة دفاع مدني في المناطق التي تسيطر عليها المعارضة قبل سقوط نظام الأسد. بعد انهيار النظام، استمرت المجموعة في أداء مهمتها على الصعيد الوطني، وفي يونيو 2025، حلت المنظمة نفسها رسميًا ونقلت جميع الأفراد والمعدات إلى سلطة وزارة الطوارئ وإدارة الكوارث.

## المهام
الوزارة مسؤولة عن تطوير نظام وطني لإدارة المخاطر والكوارث في سوريا والإشراف عليه. تشمل مهامها تحسين قدرة الدولة على الاستجابة للأزمات، والتنسيق مع المنظمات المحلية والدولية، وتطبيق أنظمة الإنذار المبكر وآليات الاستجابة السريعة. أُنشئت الوزارة لتلبية الحاجة إلى هيئة مركزية قادرة على إدارة حالات الطوارئ بعد سنوات من الأزمات المتتالية في جميع أنحاء البلاد.
وتتولى الوزارة أيضًا مسؤولية حماية البيئة. وأشار الوزير الاول لها، رائد الصالح، إلى أن مسؤوليات الوزارة تمتد إلى ما هو أبعد من الاستجابة الفورية للكوارث لتشمل التخطيط الشامل وطويل الأمد للكوارث الطبيعية والبشرية.

## التنفيذ للمهام
يتم العمل على وضع خطة وطنية شاملة تهدف إلى وقف الموت المستمر في البلاد جراء الألغام ومخلفات الحرب، وذلك عبر إنشاء مركز وطني متخصص في إزالتها، إضافة إلى تدشين منظومة وطنية للاستجابة الطارئة وتوسيع قدرة الوصول إلى المناطق المنكوبة. كما فعّلت الوزارة غرفة عمليات مركزية بالتنسيق مع وزارات الخارجية والدفاع والداخلية والزراعة والدفاع المدني لمواجهة حرائق الغابات التي اندلعت في الساحل السوري، وتمكنت من احتوائها بعد عمل متواصل دام 7 أيام.

## قائمة الوزراء
| الصورة                      | الاسم (مواليد–وفاة)         | فترة شغل المنصب             | فترة شغل المنصب             | فترة شغل المنصب             | الحكومة                     | ملاحظات                     |
| الصورة                      | الاسم (مواليد–وفاة)         | تولى المنصب                 | غادر المنصب                 | المدة                       | الحكومة                     | ملاحظات                     |
| وزير الطوارئ وإدارة الكوارث | وزير الطوارئ وإدارة الكوارث | وزير الطوارئ وإدارة الكوارث | وزير الطوارئ وإدارة الكوارث | وزير الطوارئ وإدارة الكوارث | وزير الطوارئ وإدارة الكوارث | وزير الطوارئ وإدارة الكوارث |
| --------------------------- | --------------------------- | --------------------------- | --------------------------- | --------------------------- | --------------------------- | --------------------------- |
|                             | رائد الصالح (1983–)         | 19 آذار 2025                | في المنصب                   | 103 أيام                    | حكومة أحمد الشرع            | [ 8 ] [ 9 ]                 |

## انظر ايضا
- الخوذ البيضاء
- المركز الوطني للزلازل في سوريا